# Rhynchospora decurrens
Rhynchospora decurrens är en halvgräsart som beskrevs av Alvin Wentworth Chapman. Rhynchospora decurrens ingår i släktet småag, och familjen halvgräs. Inga underarter finns listade i Catalogue of Life.